# Urbanistica greca
L'urbanistica greca ha come principale oggetto un modello di strutturazione urbana  messo a punto nell'antica Grecia durante la sua complessa evoluzione culturale ed in particolare nel V secolo a.C.; rappresenta una delle prime esperienze di pianificazione urbana e di applicazione di uno schema planimetrico ortogonale esteso ad un'intera città ed ebbe molta importanza nella successiva evoluzione dei modelli urbanistici. Più estensivamente l'urbanistica greca può essere considerata l'insieme delle trasformazioni delle strutture urbane relative alla civiltà greca nelle sue varie fasi. 

## Prima di Ippodamo

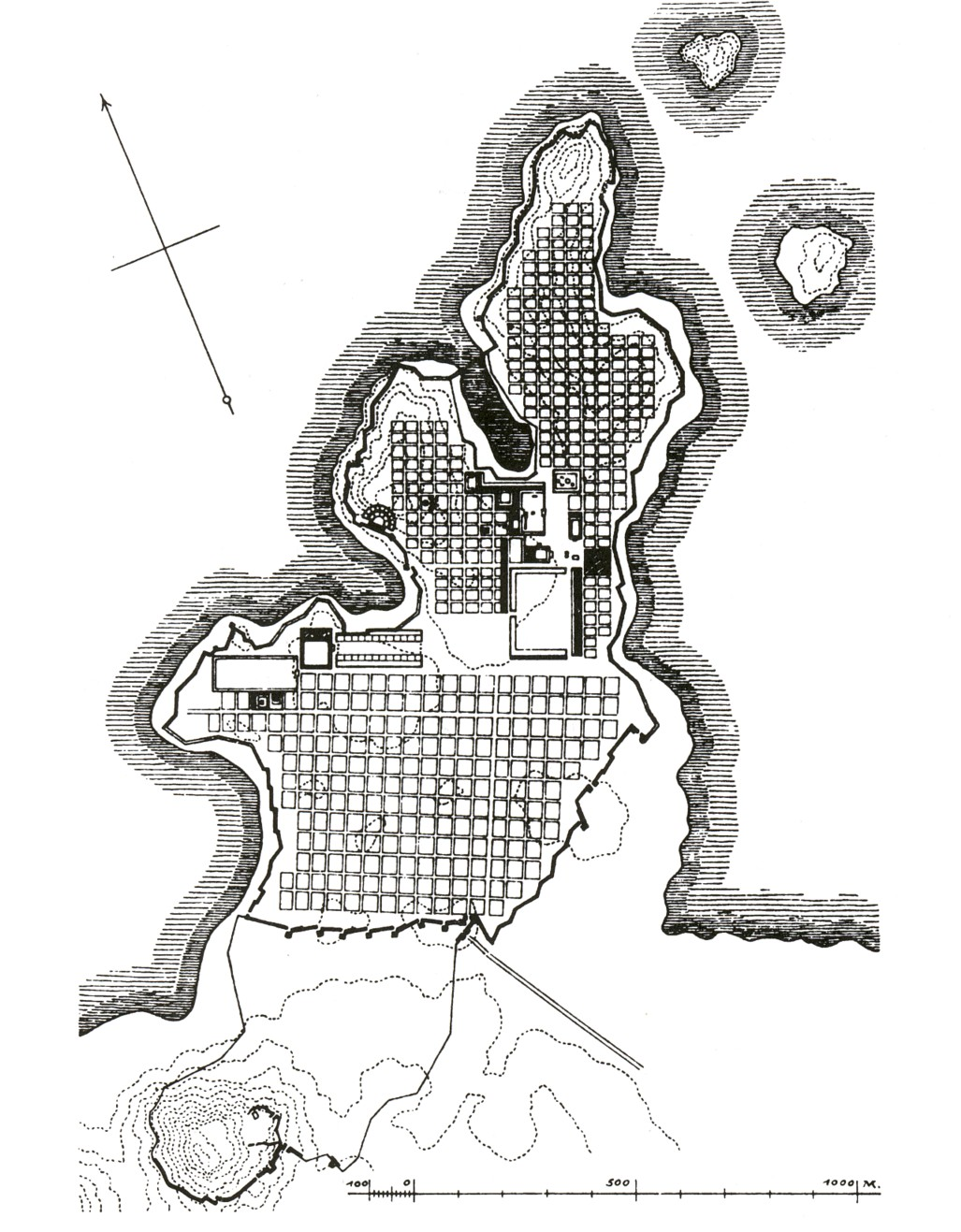
Struttura urbanistica della città di Mileto

Nonostante le fonti letterarie attribuiscano a Ippodamo di Mileto l'elaborazione dello schema planimetrico costituito da strade principali (in greco antico: πλατεῖαι?, platêiai) e strade secondarie (in greco antico: στενωποί?, stenōpói), che dividono lo spazio in isolati quadrangolari regolari o, più spesso, in strigae molto allungate, tale strutturazione precede la teorizzazione attuata da Ippodamo, attivo nel V secolo a.C.
Tale metodo urbanistico era già stato applicato empiricamente in precedenza nel mondo greco e in oriente, anche se in maniera non totalmente organica ad un'intera realtà urbana.
Il controllo geometrico della conformazione di una città fu infatti utilizzato dai greci fin dal VII e VI secolo a.C., in occasione della ricostruzione o della fondazione di un nuovo centro urbano. Si possono citare nuove città sulla costa egea come Smirne (VII secolo), nella Magna Grecia come Metaponto o in Sicilia come Megara Iblea (VI secolo), che si differenziano da altre colonie per la regolarità degli isolati e per l'ortogonalità di alcuni assi viari.
Assi ortogonali adattati alla natura orografica dei luoghi si ritrovano in molte altre colonie  come Siracusa, Taranto, Locri, Selinunte, Solunto, Poseidonia.
In questo tipo di impianto, mancando spesso un centro integrato nella griglia ortogonale, i singoli quartieri e isolati avevano tutti un'importanza equivalente. Il centro simbolico e funzionale della città era invece quasi sempre in posizione decentrata, tradizionalmente posizionato su alture (acropoli) e con una struttura urbanistica propria.

## Lo schema ippodameo
Ippodamo di Mileto probabilmente teorizzò  e rese sistematica, nella pianificazione di nuove città, l'applicazione dello schema ortogonale. La maggior parte delle notizie sull'urbanista greco ci giungono da Aristotele che oltre ad attribuirgli la concezione della struttura a griglia, con le strade che si intersecano ad angolo retto, delimitando ordinatamente isolati residenziali di forma quadrangolare, riferisce anche l'aspetto più politico del pensiero di Ippodamo che prefigurava non solo l'ordine urbanistico, ma anche l'ordine sociale di una sorta di città ideale la quale avrebbe dovuto ospitare al massimo 10.000 abitanti, divisi in tre classi: quella degli artigiani, quella degli agricoltori e quella degli armati, i difensori della patria.
Lo schema ippodameo, così come teorizzato, si presume applicato per la prima volta, con molti dubbi, nella ricostruzione di Mileto, a seguito della distruzione attuata dai Persiani, città della quale Ippodamo era originario. Un altro esempio ricordato spesso è la città portuale del Pireo, voluta da Temistocle. Tuttavia la prima realizzazione esemplare della scacchiera con modulo quadrato progettata da Ippodamo potrebbe essere la città della Magna Grecia Thurii, presso Sibari, città di fondazione e colonia panellenica nata nel 444 a.C. su iniziativa di Pericle e di molte città della madrepatria, che rappresentò l'intento di tradurre un progetto politico in architettura urbana: tra i suoi "padri" fondatori, oltre Pericle, potrebbero esserci il sofista Protagora ed il progettista Ippodamo di Mileto, facendola ritenere da alcuni studiosi il vero modello dell'impianto ortogonale e reticolare "ippodameo".

## Le città ellenistiche

Il piano di Pella

Altre applicazioni si ebbero in epoca ellenistica (Pella, Priene) quando il modello andò modificandosi configurando un centro urbano localizzato nel centro geometrico della città.